# 弗雷德·伯勒·伦德贝格
弗雷德·伯勒·伦德贝格（挪威語：Fred Børre Lundberg，1969年12月25日—），挪威男子北欧两项运动员。他曾代表挪威参加1992年、1994年和1998年冬季奥林匹克运动会北欧两项比赛，获得二枚金牌和二枚银牌。